# Santa Fe (Új-Mexikó)
Santa Fe (spanyolul santa fé,  am. „szent hit”) az Amerikai Egyesült Államok Új-Mexikó tagállamának fővárosa, politikai és közigazgatási központja. A hasonló nevű megye központja is a városban található.

## Földrajz
A 96,9 km² területű város az egyesült államokbeli Új-Mexikó állam északi részén terül el. A város területéből 96,7 km² szárazföld, 0,2 km² pedig víz. A város tengerszint feletti magassága 2134 méter, s ezzel a legmagasabban fekvő főváros az Egyesült Államokban.

## Történelem

### Spanyol, mexikói uralom

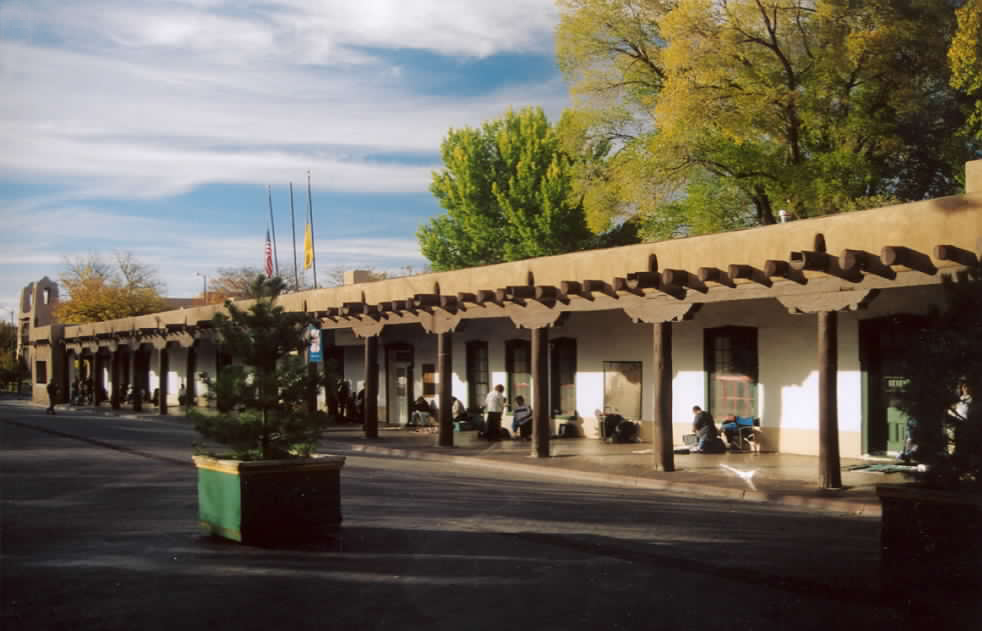
Az egykori kormányzó székhelye

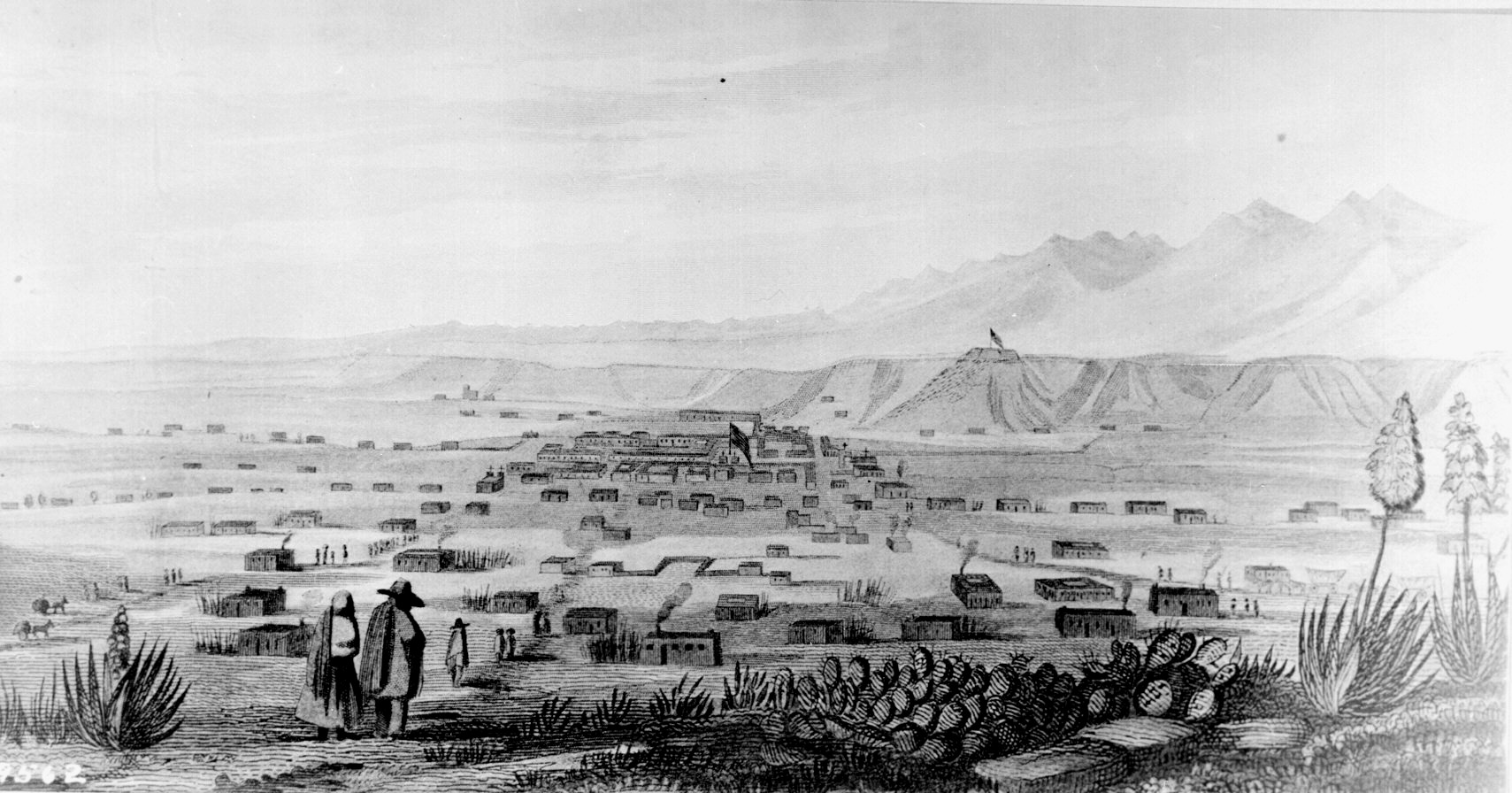
Santa Fe, 1846-1847

A város területén először 1050 és 1150 között a pueblo indiánok éltek. A megélhetést ezen a területen a Santa Fe folyó vize biztosította. Az első európai 1515-ben járt erre Francisco Vásquez de Coronado személyében. (Később Santa Fe Új-Mexikó – Új-Spanyolország gyarmat egyik tartománya – fővárosa lett).
Az első telepesek 1598-ban érkeztek a területre. Don Juan de Oñate, a tartomány első kormányzója 1598-ban San Juan Pueblo városában (40 kilométerre Santa Fétől északra) rendezte be hivatalát. Santa Fe városát a terület harmadik kormányzója, Don Pedro de Peralta alapította 1610-ben, majd székhelyévé tette (ezzel az egyik legöregebb főváros az amerikai kontinensen). 
A város teljes neve La Villa Real de la Santa Fé de San Francisco de Asís ("Assisi Szent Ferenc szent hitének királyi városa") lett. Egy rövid időszaktól (1680-1692) eltekintve, amikor a pueblo indiánok elűzték a spanyol lakosságot, a város mindvégig Új-Mexikó központja volt. Ezen státuszát megőrizte Mexikó függetlenné válását követően is (ezt az 1824-es alkotmány biztosította).

### Az Amerikai Egyesült Államok részeként

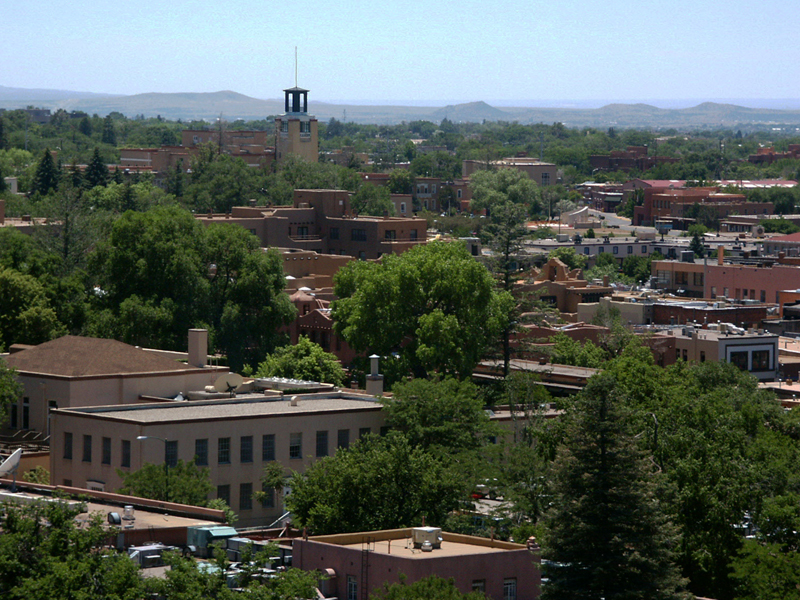
A modern városkép

1841-ben egy kis létszámú, Texasból kiinduló expedíció (kereskedelmi céllal) érkezett a városba, melyet a mexikói hadsereg visszavert. 1846-ban az Egyesült Államok hadat üzent Mexikónak. Stephen W. Kearny tábornok 1700 fős hadseregével végül ellenőrzése alá vonta Új-Mexikót.
1851-ben Jean Baptiste Lamy építész megérkezett a városba, és elkezdte a Saint Francis katedrális építését. 1862 márciusában néhány napra a konföderációs erők elfoglalták a várost, azonban hamarosan az uniós csapatok elűzték őket. Santa Fe eredetileg fontos megállóhely lett volna a környéken épülő vasútvonalon, ám később módosították a pálya nyomvonalát, ami így Lamy városán keresztül vezetett, Santa Fétől délre. Ez végül gazdasági hanyatláshoz vezetett. 1912-ben Új-Mexikó az Egyesült Államok 47. tagállama lett, melynek fővárosa Santa Fe maradt.

## Demográfia
2000-ben a 62 203 fős népesség 27 569 háztartást és 14 969 családot alkotott. A népesség 75%-a fehér, 2,5%-a indián, 1,9%-a ázsiai, 0,4%-a fekete, 0,3%-a csendes-óceáni, 19,9%-a pedig egyéb származású (a spanyolajkúak aránya 44,5%).

## Közlekedés

### Vasúti
A város egyetlen vasútvonala (mely főként turisztikai célokat szolgál, de jelentős még a teherszállítás is) a Santa Fe Southern Railroad, mely a 24 kilométerre délnyugatra fekvő Lamy városával (s rajta keresztül több amerikai nagyvárossal – Chicago, Los Angeles – nyújt összeköttetést.

### Közúti
A város az I-25-ös (észak-déli irány), valamint a 84-es (kelet-nyugati irány) és a 285-ös (észak-déli irány) főútvonalak mentén helyezkedik el, ennek köszönhetően kiváló közúti összeköttetésben van az állam és az ország többi részével.

### Légi
A város mellett található repülőtérről csak belföldi járatok üzemelnek. A legközelebbi nemzetközi repülőtér az Albuquerque-i nemzetközi repülőtér.

## Oktatás
A városban több állami és magániskola (általános iskolák, középiskolák), valamint jelentős számú művészeti iskola (St. John's College, College of Santa Fe) működik.

## Tudományos élet

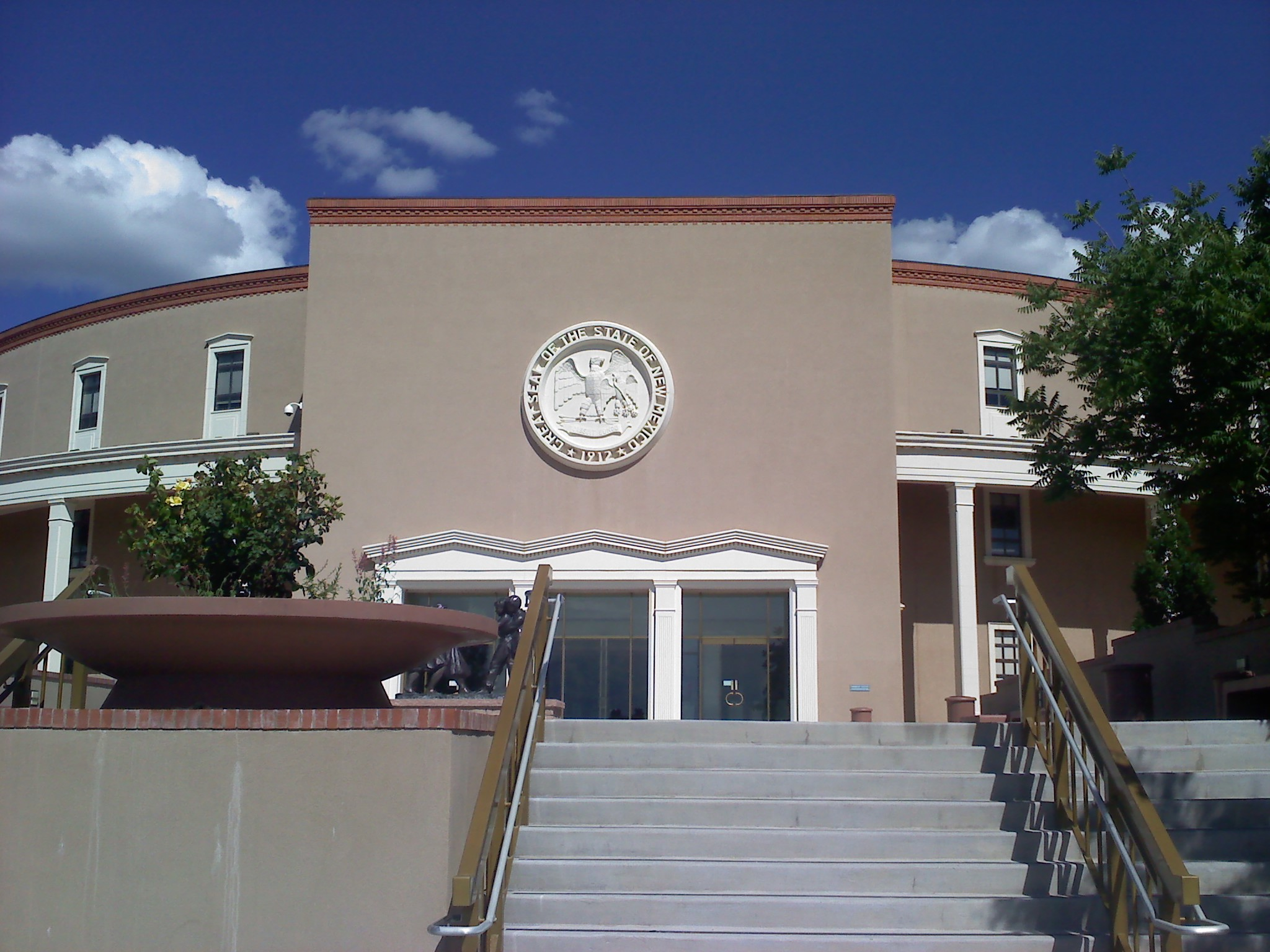
Új-Mexikó állam Capitoliuma

A városnak 1943 óta van komolyabb kapcsolata a tudományos élettel, mivel ekkortól a Los Alamos Nemzeti Laboratóriumba (az amerikai nukleáris kutatás központjába) vezető út kapuja.
1984-ben alapították a Santa Fe Institute nevű vállalatot, melynek feladata a biológiai, gazdasági, politikai tudományok kutatása.

## Művészet, kultúra
Santa Fe jelentős művészeti központ: több múzeum (Új-mexikói Művészetek Múzeuma, Amerikai Indiánok Művészeti Múzeuma, Georgia O'Keeffe Múzeum), valamint egy opera is működik. Jelentősek még a zenei fesztiválok is.

## Turizmus
A város központjában több emlék található a spanyol gyarmatosítás, valamint a mexikói uralom időszakából.
Santa Fe környékén több jelentős turisztikai célpont található: Taos település 113 kilométerre északra, Bandelier Nemzeti Emlékmű 48 kilométerre, valamint a helyi "síparadicsom", a Santa Fe Síközpont 26 kilométerre északra a várostól.

## Egyéb
Jon Bon Jovi Blaze of Glory (1990) c. albumán található egy szám "Santa Fe" címmel, melyet a többi dallal együtt a Vadnyugat fiai 2 filmhez írt.

## Testvértelepülések
- Buhara, Üzbegisztán
- Parral, Mexikó
- Santa Fe, Spanyolország
- Sorrento, Olaszország
- Cujama, Japán
- Holguín, Kuba

## Fordítás
- Ez a szócikk részben vagy egészben  a   Santa Fe, New Mexico című angol Wikipédia-szócikk fordításán alapul.  Az eredeti cikk szerkesztőit annak laptörténete sorolja fel. Ez a jelzés csupán a megfogalmazás eredetét és a szerzői jogokat jelzi, nem szolgál a cikkben szereplő információk forrásmegjelöléseként.